# Korobciîne, Krînîcikî
Korobciîne (în ucraineană Коробчине) este un sat în comuna Cervonoivanivka din raionul Krînîcikî, regiunea Dnipropetrovsk, Ucraina.

## Demografie
Componența lingvistică a localității Korobciîne
     Ucraineană (90,91%)
     Rusă (7,58%)
     Belarusă (1,52%)
Conform recensământului din 2001, majoritatea populației localității Korobciîne era vorbitoare de ucraineană (90,91%), existând în minoritate și vorbitori de rusă (7,58%) și belarusă (1,52%).